# Kanton Allos-Colmars
Der Kanton Allos-Colmars war von 1801 bis 2015 ein französischer Wahlkreis im Arrondissement Castellane, im Département Alpes-de-Haute-Provence und der Region Provence-Alpes-Côte d’Azur. Er umfasste sechs Gemeinden, Hauptort (frz.: chef-lieu) war Colmars. Die landesweiten Änderungen in der Zusammensetzung der Kantone brachten im März 2015 seine Auflösung. Letzter Vertreter im conseil général des Départements war von 2001 bis 2015 Michel Lantelme.

## Gemeinden
| Gemeinde        | Einwohner (Stand: 1. Januar 2022) | Code postal | Code Insee |
| --------------- | --------------------------------- | ----------- | ---------- |
| Allos           | 816                               | 04260       | 04006      |
| Beauvezer       | 387                               | 04370       | 04025      |
| Colmars         | 548                               | 04370       | 04061      |
| Thorame-Basse   | 208                               | 04170       | 04218      |
| Thorame-Haute   | 247                               | 04170       | 04219      |
| Villars-Colmars | 254                               | 04370       | 04240      |